# Abyssaster tara
Abyssaster tara is een kamster uit de familie Porcellanasteridae.
De wetenschappelijke naam van de soort werd voor het eerst geldig gepubliceerd in 1891 door James Wood-Mason & Alfred William Alcock.